# Elecciones presidenciales de Brasil de 1989
Las elecciones presidenciales se celebraron en Brasil el miércoles 15 de noviembre de 1989 y la segunda vuelta el domingo 17 de diciembre de ese mismo año. Fueron las primeras elecciones presidenciales directas desde 1960, la primera que se realizó con un sistema de balotaje y el primero que tuvo lugar bajo la Constitución Federal de 1988, que siguió a dos décadas de gobierno autoritario después del golpe de Estado de 1964. El colapso del sistema bipartidista impuesto por la junta militar que enfrentó a la Alianza Renovadora Nacional (ARENA) contra el Movimiento Democrático Brasileño (MDB), resultó en una amplia gama de nuevos partidos que buscaban llenar el vacío político. El presidente José Sarney del Partido del Movimiento Democrático Brasileño (PMDB), sucesor del MDB, no podía reelegirse. Sarney, quien fue elegido vicepresidente con Tancredo Neves en las elecciones de 1985, había asumido el cargo debido a la muerte de Neves antes de su posesión.
El popular gobernador de Alagoas, Fernando Collor de Mello, renunció a su cargo (que ocupaba desde 1987) para montar su candidatura a la presidencia. Anteriormente miembro del PMDB, Collor se unió al pequeño Partido de Reconstrucción Nacional (PRN) en el período previo a la campaña presidencial. Collor, quien se presentó como un nuevo político y se destacó por su carisma, obtuvo apenas un 5% de las encuestas según una encuesta realizada a principios de 1989. El surgimiento de Collor como un pionero improbable se atribuyó al hábil uso que hizo su campaña de los anuncios televisivos para defender su candidatura. Collor, quien había gobernado uno de los estados más pequeños del país, eligió como compañero de fórmula al senador Itamar Franco, del poblado y crucial estado de Minas Gerais. Además, la campaña de Collor se destacó por su relativa juventud de 40 años.
Tras el fin de la represión estatal hacia los partidos socialistas, la izquierda brasileña se enfrentó a un campo fracturado con dos candidatos principales: el popular líder sindical Luiz Inácio Lula da Silva, de la industrial ABC Región de São Paulo, y Leonel Brizola, antiguo elemento de la izquierda que se había desempeñado como gobernador de Rio Grande do Sul antes del golpe de 1964. Lula era ampliamente conocido en Brasil por su papel al frente de la muy publicitada huelga de los trabajadores metalúrgicos en el estado de São Paulo a fines de la década de 1970 y había sido elegido diputado federal en 1986 con la mayor cantidad de votos a nivel nacional. Lula se postuló como miembro del Partido de los Trabajadores (PT), partido de izquierda que ayudó a fundar en 1980. Como compañero de fórmula, Lula eligió al senador José Paulo Bisol de Rio Grande do Sul, miembro del Partido Socialista Brasileño (PSB), para unir a la izquierda. 
En la primera ronda, Lula derrotó por estrecho margen a Brizola, quien se postulaba como miembro del Partido Democrático Laborista (PDT), por el puesto en la segunda vuelta. Las elecciones estuvieron por marcadas campañas negativas. El papel de la popular televisora Rede Globo en la elección de Collor sigue generando polémica; en 2009, Collor admitió que la cadena lo favoreció frente a Lula. Se cree que el secuestro del acaudalado empresario Abilio Diniz el día de las elecciones por presuntos partidarios del PT perjudicó a Lula, a quien se le prohibió legalmente hablar con la prensa el día de las elecciones para desautorizar el crimen debido a las normas electorales. Después de una tormentosa jornada electoral, Collor derrotó a Lula y se convirtió en el primer presidente de Brasil elegido democráticamente en casi treinta años.

## Contexto histórico
El 15 de enero de 1985, Tancredo Neves ganó las elecciones para presidente en el colegio electoral, poniendo fin a la dictadura militar que ya llevaba 21 años. Sin embargo, Neves murió y José Sarney, el vicepresidente electo, asumió el cargo. Sarney fue visto con sospecha por la población civil, ya que había sido miembro del partido oficial del régimen militar, la Alianza Renovación Nacional (ARENA) y posterior Partido Democrático Social (PDS). Había algunos cuestionamientos de la legitimidad del nombramiento de Sarney como presidente ya que Neves había muerto como presidente electo sin tomar nunca el poder. El apoyo del General Leônidas Pires Gonçalves, nombrado por Neves como Ministro del Ejército, fue decisivo para que Sarney pudiera asumiera el cargo, lo que provocó aún más sospechas.
Sin embargo, como prometió Neves, el gobierno de Sarney fue responsable de la gradual redemocratización del país. En 1986, en las elecciones legislativas se decidió que el Senado y la Cámara de Diputados electos se reunirian para formar una Asamblea Nacional Constituyente, la cual promulgó una nueva Constitución el 5 de noviembre de 1988. El nuevo documento volvía a las elecciones directas para Presidente, Gobernadores y Senadores programadas para el año siguiente. También durante el mandato de Sarney como presidente, los partidos clandestinos como el Partido Comunista de Brasil y el Partido Socialista Brasileño fueron legalizados. Sarney también fue uno de los fundadores del Mercosur. Aparte de los progresos considerables hacia la democracia, el gobierno de Sarney se recuerda por emplear viejas prácticas del régimen.
La contención del aumento inflacionario, heredado del Régimen Militar, fue otro desafío que tuvo que enfrentar el gobierno de José Sarney. Para ello, se llevaron a cabo sucesivos programas económicos que no solucionaron el problema de la inflación, por el contrario, agravaron aún más la crisis inflacionaria del país. El primer plan fue propuesto por el ministro de Hacienda, Dílson Funaro, que consistía en crear una nueva moneda a través del Plan Cruzado, congelar salarios y precios, y estimular la producción. A pesar de los resultados positivos al principio, las tasas de inflación anual alcanzaron una tasa superior al 367% entre 1986 y 1987. También se alentó a los consumidores a controlar los precios. Los llamados “inspectores Sarney” denunciaron al gobierno los establecimientos que no cumplían con los precios indicados para los productos, por lo que los productos comenzaron a desaparecer de los mercados y la inflación siguió aumentando.
En noviembre de 1986 se anunció la segunda etapa del Plan Cruzado, que congeló los precios muy por encima de la realidad del mercado. En mayo de 1987, la inflación ya superaba el 20% mensual. El fracaso del plan provocó la caída del ministro de Hacienda. En el gobierno de Sarney se implementaron dos nuevos planes económicos, el Plan Bresser, bajo la dirección del nuevo ministro Luís Carlos Bresser Pereira, y el Plan de Verano, anunciado en enero de 1989, bajo la dirección del último ministro de Finanzas del gobierno de Sarney, Maílson da Nadie. Al igual que los otros planes, ninguno de los dos logró los resultados previstos.
Otras medidas destacadas del gobierno de Sarney fueron la creación del Ministerio de Cultura, la reanudación de las relaciones diplomáticas con Cuba y la entrada al Mercosur.
Internet llegó a Brasil en 1988 por decisión inicial de la sociedad de estudiantes y profesores universitarios de São Paulo (Fundación de Investigación de São Paulo, dirigida por Oscar Sala) y de Río de Janeiro (Universidad Federal de Río de Janeiro y Laboratorio Nacional de Computación Científica). Sin embargo, solo a partir de 1996, bajo el gobierno de Fernando Henrique Cardoso, la Internet brasileña tendrá su propia columna vertebral inaugurada por proveedores comerciales, iniciando así el desarrollo de esta red de telecomunicaciones.
Por tanto, cuando llegó el año de las elecciones. Estas fueron las primeras desde 1960 en las que ciudadanos brasileños con derecho a voto elegían a su presidente. Debido a que eran relativamente nuevos, los partidos políticos no se movilizaron y se lanzaron veintidós candidatos a la presidencia. Este número de candidatos mantiene el récord de la elección presidencial con más candidatos, cifra que hubiera aumentado a 23 si el expresidente Jânio Quadros, cuyo nombre fue considerado para la contienda, no hubiera renunciado a su precandidatura por problemas de salud. También fue la primera elección en la que una mujer se postuló para el cargo: Lívia María, del Partido Nacionalista (PN).

## Elección
Sarney fue excluido de un segundo mandato. En Brasil, cuando un vicepresidente sirve parte del mandato de un presidente, es un mandato completo; En el momento en que la constitución brasileña fue aprobada prohibió a un presidente la reelección inmediata. Se lanzaron 22 candidaturas presidenciales, estableciendo un número récord de candidatos en una sola elección presidencial en Brasil. Dado que ningún candidato logró obtener la mayoría de los votos válidos (excluyendo los votos en blanco y votos nulos), se llevó a cabo una segunda ronda, según lo dispuesto por la nueva ley electoral. La primera ronda tuvo lugar el 15 de noviembre de 1989, en la misma fecha del 100 aniversario de la República. La segunda ronda se celebró el 17 de diciembre del mismo año, disputada por los dos candidatos con mayor número de votos en la primera vuelta.
El entusiasmo en la campaña de Lula fue enorme, con grandes manifestaciones por todo el país y varios artistas que participaron en el videoclip del famoso jingle "Lula Lá", transmitido durante su televisión gratuita que se convirtió en un clásico de la política brasileña. Otros artistas, como la actriz Marília Pera , prefirieron apoyar a Collor y sostener su discurso, afirmando que temían lo que podría suceder en Brasil si el líder sindical izquierdista Lula ganara la elección.

### El discurso de los candidatos y cobertura parcial
Durante la segunda ronda, la Red Globo emitió un debate entre Lula y Collor. En la retransmisión del Jornal Nacional al día siguiente, Globo emitió una versión editada del debate destacando los mejores momentos de Collor y los peores de Lula.  Esta difusión fue vista por muchos como un favoritismo de Globo a favor de Collor, de quien Roberto Marinho era un amigo. Este acontecimiento fue explorado en el documental Beyond Citizen Kane del canal 4, donde el jefe de periodismo de Globo en ese entonces, Armando Nogueira, explicó cómo su edición del debate demostrada en el programa de noticias de la tarde fue alterada para favorecer a Collor en las noticias, después de quejarse con Marinho sobre la edición sesgada fue despedido de la empresa.
Algunas personas atribuyen la victoria de Collor a este evento en particular, aunque otra cobertura mediática ha influido en los votantes, como un artículo en el Jornal do Brasil acusando a Lula de tener una hija bastarda. Más tarde, la campaña de Collor se puso en contacto con la exnovia de Lula y la madre del niño en cuestión para revelar que Lula le pidió que realizara un aborto. Muchos, sin embargo, sostienen que Lula era inexperto e ingenuo con la política, lo que llevó a un alto nivel de entusiasmo de sus partidarios, pero algunas dificultades para transmitir su mensaje a muchos votantes potenciales. A pesar de ser un carismático líder sindicalista de izquierda que se postula para la presidencia de un país con una clase media más bien pequeña, no consiguió atraer la mayoría de los votos de los pobres (que más tarde serían la base de su electorado) que votaron premeditadamente para el candidato más asociado con la vieja elite económica de la pobre región noreste. De hecho, el apoyo de Lula fue mayor entre intelectuales, activistas católicos, trabajadores calificados y la clase media educada de las regiones Sur y Sureste, a pesar de que él mismo era originalmente un pobre inmigrante del Nordeste.
Collor, por otra parte, argumentó que Lula destruiría la ya frágil economía de Brasil en ese momento, dañando a los pobres a quienes afirmaba ser el salvador. Al mismo tiempo, Collor apeló a su corta edad y pretende afirmar que era un nuevo tipo de político, aparte de los viejos "hijos de la dictadura", así como de las nuevas élites económicas y políticas que habían apoyado al gobierno de Sarney. Su cruzada contra la corrupción y el patrimonialismo le ganó mucho apoyo, que rápidamente desapareció, ya que su participación en un escándalo de corrupción llevó a un proceso de destitución a mitad de su presidencia.

## Candidaturas
| N.º | Candidatos                  | Candidatos                  | Partido o Coalición |
| N.º | Presidente                  | Vicepresidente              | Partido o Coalición |
| --- | --------------------------- | --------------------------- | --- |
| 14  | Alfonso Camargo Neto        | Paiva Muniz                 | Partido Laborista Brasileño (PTB) |
| 22  | Guilherme Afif Domingos     | Aluísio Pimenta             | Alianza Liberal CristianaPartido Liberal (PL) Partido Demócrata Cristiano (PDC)                                                                                  |
| 16  | Antônio dos Santos Pedreira | José Fortunato da França    | Partido del Pueblo Brasileño (PPB) |
| 26  | Armando Corrêa              | Agostinho Linhares de Souza | Partido Municipalista Brasileño (PMB) |
| 25  | Aureliano Chaves            | Cláudio Lembo               | Partido del Frente Liberal (PFL) |
| 33  | Celso Brant                 | José Natan Emídio Neto      | Partido de la Movilización Nacional (PMN) |
| 56  | Enéas Carneiro              | Lenine Madeira              | Partido de la Reconstrucción Nacional (PRONA) |
| 55  | Eudes Oliveira Mattar       | Daniel Lazzeroni Jr.        | Partido Liberal Progresista (PLP) |
| 20  | Fernando Collor             | Itamar Franco               | Movimiento Brasil NuevoPartido de Reconstrucción Nacional (PRN) Partido Social Cristiano (PSC) Partido Social Laborista (PST) Partido Laborista Reformador (PTR) |
| 43  | Fernando Gabeira            | Maurício Lobo Abreu         | Partido Verde (PV) |
| 12  | Leonel Brizola              | Fernando Lyra               | Partido Democrático Laborista (PDT) |
| 27  | Lívia Maria Pio             | Ardwin Retto Grunewald      | Partido Nacionalista (PN) |
| 13  | Luiz Inácio Lula da Silva   | José Paulo Bisol            | Frente Brasil PopularPartido de los Trabajadores (PT) Partido Socialista Brasileño (PSB) Partido Comunista de Brasil (PCdoB)                                     |
| 57  | Manoel de Oliveira Horta    | Jorge Coelho de Sá          | Partido de la Democracia Cristiana Brasileña (PDCdoB) |
| 45  | Mário Covas                 | Almir Gabriel               | Partido de la Social Democracia Brasileño (PSDB) |
| 42  | José Alcides de Oliveira    | Reinau Valim                | Partido Social Progresista (PSP) |
| 21  | Paulo Gontijo               | Luís Paulino                | Partido del Pueblo (PP) |
| 11  | Paulo Maluf                 | Bonifácio Andrada           | Partido Democrático Social (PDS) |
| 23  | Roberto Freire              | Sérgio Arouca               | Partido Comunista Brasileño (PCB) |
| 41  | Ronaldo Caiado              | Camilo Calazans             | Partido Social Democrático (PSD) |
| 15  | Ulysses Guimarães           | Waldir Pires                | Partido del Movimiento Democrático Brasileño (PMDB) |
| 31  | Zamir José Teixeira         | William Pereira da Silva    | Partido de la Comunidad Nacional (PCN) |

### Lula da Silva
La campaña electoral de Lula en 1989 fue apoyada por el Frente Brasil Popular (FBP), que era una coalición partidaria compuesta por 3 partidos: Partido de los Trabajadores (PT), Partido Comunista de Brasil (PCdoB) y Partido Socialista Brasileiro (PSB). Hasta julio de 1989, el Partido Verde (PV) era el cuarto partido del frente. Esto, a su vez, había lanzado al escritor y actualmente exdiputado federal Fernando Gabeira como precandidato a vicepresidente en la boleta de Lula. Sin embargo, la vacante también fue impugnada por Bisol, cuyo nombre fue confirmado en julio del presente año, obligando así a la salida de los verdes de la coalición, así como al lanzamiento forzoso de la propia candidatura de Gabeira para el Palacio del Planalto. El PV estaba en contra de la nominación de Bisol para vice en la boleta del PT. El sindicalista y entonces diputado federal Luiz Inácio Lula da Silva (PT) quedó como candidato a presidente y el senador José Paulo Bisol (PSB) como candidato a vicepresidente.

## Debates

### Primera vuelta
| Fecha      | Organizador       | Moderador        | Afif Domingos (PL)        | Affonso Camargo (PTB)      | Aureliano Chaves (PFL)    | Fernando Collor (PRN)      | Leonel Brizola (PDT)      | Lula (PT)                  | Mário Covas (PSDB)         | Paulo Maluf (PDS)         | Roberto Freire (PCB)      | Ronaldo Caiado (PSD)       | Ulysses Guimarães (PMDB)   |
| ---------- | ----------------- | ---------------- | ------------------------- | -------------------------- | ------------------------- | -------------------------- | ------------------------- | -------------------------- | -------------------------- | ------------------------- | ------------------------- | -------------------------- | -------------------------- |
| 17-7-1989  | Rede Bandeirantes | Marília Gabriela | Presente                  | Presente                   | Presente                  | Ausente                    | Presente                  | Presente                   | Presente                   | Presente                  | Presente                  | Presente                   | Ausente                    |
| 14-8-1989  | Rede Bandeirantes | Marília Gabriela | Presente                  | Invitado al segundo debate | Presente                  | Invitado al segundo debate | Presente                  | Invitado al segundo debate | Invitado al segundo debate | Presente                  | Presente                  | Invitado al segundo debate | Invitado al segundo debate |
| 15-8-1989  | Rede Bandeirantes | Marília Gabriela | Invitado al primer debate | Presente                   | Invitado al primer debate | Ausente                    | Invitado al primer debate | Presente                   | Presente                   | Invitado al primer debate | Invitado al primer debate | Presente                   | Presente                   |
| 16-10-1989 | Rede Bandeirantes | Marília Gabriela | Presente                  | No invitado                | Ausente                   | Ausente                    | Presente                  | Presente                   | Presente                   | Presente                  | Presente                  | Presente                   | Ausente                    |
| 5-11-1989  | Rede Bandeirantes | Marília Gabriela | Presente                  | No invitado                | Ausente                   | Ausente                    | Presente                  | Presente                   | Presente                   | Presente                  | Presente                  | Presente                   | Ausente                    |
| 12-11-1989 | SBT               | Boris Casoy      | Presente                  | No invitado                | Ausente                   | Ausente                    | Presente                  | Presente                   | Presente                   | Presente                  | Presente                  | Presente                   | Ausente                    |

### Segunda vuelta
| Fecha                   | Organizador       | Moderador                                                    | Fernando Collor (PRN) | Lula (PT) |
| ----------------------- | ----------------- | ------------------------------------------------------------ | --------------------- | --------- |
| 3 de diciembre de 1989  | Rede Manchete     | Alexandre Garcia Boris Casoy Eliakim Araújo Marília Gabriela | Presente              | Presente  |
| 14 de diciembre de 1989 | Rede Bandeirantes | Alexandre Garcia Boris Casoy Eliakim Araújo Marília Gabriela | Presente              | Presente  |

## Encuestas

### Primera vuelta
| Encuestadora | Fecha     | Muestra | Collor PRN    | Lula PT | Brizola PDT | Covas PSDB | Maluf PDS | Afif PL | Guimarães PMDB | Otros | Abst. Undec. | Ventaja |       |       |       |       |       |        |
| ------------ | --------- | ------- | ------------- | ------- | ----------- | ---------- | --------- | ------- | -------------- | ----- | ------------ | ------- | ----- | ----- | ----- | ----- | ----- | ------ |
| Encuestadora | Fecha     | Muestra | 1989 election | 15 Nov  | –           | 30.47%     | 17.18%    | 16.51%  | 11.51%         | Otros | Abst. Undec. | Ventaja | 8.85% | 4.83% | 4.73% | 5.68% | 6.44% | 13.29% |
| Datafolha    | 15 Nov    | 10,645  | 30%           | 18%     | 14%         | 10%        | 8%        | 4%      | 4%             | –     | 6%           | 12%     |       |       |       |       |       |        |
| Datafolha    | 14 Nov    | –       | 26%           | 15%     | 14%         | 11%        | 9%        | 5%      | 5%             | 4%    | 11%          | 11%     |       |       |       |       |       |        |
| Datafolha    | 10 Nov    | –       | 27%           | 15%     | 14%         | 11%        | 9%        | 5%      | 4%             | 5%    | 10%          | 12%     |       |       |       |       |       |        |
| Datafolha    | 6–7 Nov   | –       | 25%           | 15%     | 14%         | 9%         | 7%        | 4%      | 4%             | 13%   | 9%           | 10%     |       |       |       |       |       |        |
| Datafolha    | 1–3 Nov   | –       | 21%           | 14%     | 13%         | 9%         | 7%        | 4%      | 4%             | 17%   | 13%          | 7%      |       |       |       |       |       |        |
| Datafolha    | 25–26 Oct | 5,251   | 26%           | 14%     | 15%         | 9%         | 9%        | 5%      | 4%             | 5%    | 13%          | 11%     |       |       |       |       |       |        |
| Datafolha    | 18–19 Oct | 5,261   | 26%           | 14%     | 15%         | 8%         | 9%        | 7%      | 3%             | 5%    | 13%          | 11%     |       |       |       |       |       |        |
| Datafolha    | 7–8 Oct   | 4,893   | 29%           | 10%     | 13%         | 7%         | 8%        | 8%      | 3%             | 4%    | 17%          | 16%     |       |       |       |       |       |        |
| Datafolha    | 23–24 Sep | 5,057   | 33%           | 7%      | 15%         | 6%         | 7%        | 7%      | 3%             | 5%    | 17%          | 18%     |       |       |       |       |       |        |
| Datafolha    | 2–3 Sep   | 4,981   | 40%           | 6%      | 14%         | 5%         | 8%        | 5%      | 2%             | 4%    | 16%          | 26%     |       |       |       |       |       |        |
| Datafolha    | 19–20 Aug | 5,079   | 41%           | 5%      | 14%         | 5%         | 7%        | 3%      | 3%             | 4%    | 18%          | 27%     |       |       |       |       |       |        |
| Datafolha    | 22–23 Jul | 5,156   | 38%           | 6%      | 12%         | 6%         | 7%        | 2%      | 4%             | 4%    | 21%          | 26%     |       |       |       |       |       |        |
| Datafolha    | 1–2 Jul   | 10,212  | 40%           | 7%      | 12%         | 6%         | 5%        | 2%      | 5%             | 5%    | 18%          | 28%     |       |       |       |       |       |        |
| Datafolha    | 3–4 Jun   | 10,447  | 42%           | 7%      | 11%         | 5%         | 4%        | 1%      | 5%             | 4%    | 21%          | 31%     |       |       |       |       |       |        |
| Datafolha    | 23–24 Apr | 10,421  | 14%           | 12%     | 13%         | 6%         | 5%        | 1%      | –              | 24%   | 21%          | 4%      |       |       |       |       |       |        |

### Second round
| Pollster/client(s) | Date(s) conducted | Sample size | Collor PRN    | Lula PT | Abst. Undec. | Lead |   |        |        |       |       |
| ------------------ | ----------------- | ----------- | ------------- | ------- | ------------ | ---- | - | ------ | ------ | ----- | ----- |
| Pollster/client(s) | Date(s) conducted | Sample size | 1989 election | 17 Dec  | Abst. Undec. | Lead | – | 53.03% | 46.97% | 5.42% | 6.06% |
| Datafolha          | 17 Dec            | 11,995      | 51.5%         | 48.5%   | –            | 3.0% |   |        |        |       |       |
| Datafolha          | 16 Dec            | 11,995      | 47%           | 44%     | 10%          | 3%   |   |        |        |       |       |
| Datafolha          | 12–13 Dec         | 5,250       | 46%           | 45%     | 9%           | 1%   |   |        |        |       |       |
| Datafolha          | 8 Dec             | 5,250       | 47%           | 44%     | 9%           | 3%   |   |        |        |       |       |
| Datafolha          | 4 Dec             | 5,250       | 49%           | 41%     | 10%          | 9%   |   |        |        |       |       |
| Datafolha          | 30 Nov            | 5,250       | 50%           | 40%     | 10%          | 10%  |   |        |        |       |       |
| Datafolha          | 22 Nov            | 5,716       | 48%           | 39%     | 13%          | 9%   |   |        |        |       |       |

## Resultados
Collor ganó en la mayoría de los estados, Lula fue el ganador en el Distrito Federal y Brizola en Río de Janeiro, Santa Catarina y Río Grande do Sul. En la segunda vuelta, Lula ganó en Río Grande do Sul, Río de Janeiro y Pernambuco, junto con el Distrito Federal, mientras que Collor ganó en el resto de estados.
| Candidatos                        | Candidatos                        | 1° vuelta  | 1° vuelta | 2° vuelta  | 2° vuelta |
| Presidente                        | Vicepresidente                    | Votos      | %         | Votos      | %         |
| --------------------------------- | --------------------------------- | ---------- | --------- | ---------- | --------- |
| Fernando Collor (PRN)             | Itamar Franco (PRN)               | 22,611,011 | 30,47%    | 35,089,998 | 53,03%    |
| Luiz Inácio Lula da Silva (PT)    | José Paulo Bisol (PSB)            | 11,622,673 | 17,18%    | 31.076.364 | 46,97%    |
| Leonel Brizola (PDT)              | Fernando Lyra (PDT)               | 11.168.228 | 16,51%    |            |           |
| Mário Covas (PSDB)                | Almir Gabriel (PSDB)              | 7.790.392  | 11,51%    |            |           |
| Paulo Salim Maluf (PDS)           | Bonifácio Andrada (PDS)           | 5.986.575  | 8,85%     |            |           |
| Guilherme Afif Domingos (PL)      | Aluísio Pimenta (PDC)             | 3.272.462  | 4,83%     |            |           |
| Ulysses Guimarães (PMDB)          | Waldir Pires (PMDB)               | 3.204.932  | 4,73%     |            |           |
| Roberto Freire (PCB)              | Sérgio Arouca (PCB)               | 769.123    | 1,13%     |            |           |
| Aureliano Chaves (PFL)            | Cláudio Lembo (PFL)               | 600.838    | 0,88%     |            |           |
| Ronaldo Caiado (PSD, PDN)         | Camilo Calazans (PDN)             | 488.846    | 0,72%     |            |           |
| Affonso Camargo Neto (PTB)        | Paiva Muniz (PTB)                 | 379.286    | 0,56%     |            |           |
| Enéas Ferreira Carneiro (PRONA)   | Lenine Madeira (PRONA)            | 360.561    | 0,53%     |            |           |
| José Alcides de Oliveira (PSP)    | Reinau Valim (PSP)                | 238.425    | 0,33%     |            |           |
| Paulo Gontijo (PP)                | Luis Paulino (PP)                 | 198.719    | 0,29%     |            |           |
| Zamir José Teixeira (PCN)         | William Pereira da Silva (PCN)    | 187.155    | 0,27%     |            |           |
| Lívia Maria de Abreu (PN)         | Ardwin Retto Grunewald (PN)       | 179.922    | 0,26%     |            |           |
| Eudes Oliveira Mattar (PLP)       | Daniel Lazzeroni Júnior (PLP)     | 162.350    | 0,24%     |            |           |
| Fernando Gabeira (PV)             | Maurício Lobo Abreu (PV)          | 125.842    | 0,18%     |            |           |
| Celso Brant (PMN)                 | José Natan Emídio Neto (PMN)      | 109.909    | 0,16%     |            |           |
| Antônio dos Santos Pedreira (PPB) | José Fortunato da França (PPB)    | 86.114     | 0,12%     |            |           |
| Manoel de Oliveira Horta (PDCdoB) | Jorge Coelho de Sá (PDCdoB)       | 83.286     | 0,12%     |            |           |
| Armando Corrêa da Silva (PMB)     | Agostinho Linhares de Souza (PMB) | 4.363      | 0,01%     |            |           |
| Votos válidos                     | Votos válidos                     | 67 631 012 | 93,57%    | 66 166 362 | 94,17%    |
| → Votos en blanco                 | → Votos en blanco                 | 1.176.413  | 1,63%     | 986 446    | 1,40%     |
| → Votos nulos                     | → Votos nulos                     | 3.473.484  | 4,81%     | 3 107 893  | 4,42%     |
| Total                             | Total                             | 72 280 909 | 100.00%   | 70 260 701 | 100.00%   |
| Registrados/Participación         | Registrados/Participación         | 82 074 718 | 88.07%    | 82 074 718 | 85.61%    |